# دراغان ميلوسافلجيفيتش
دراغان ميلوسافلجيفيتش (بالصربية: Драган Милосављевић) مواليد 11 مايو 1989 في كروشيفاتس، جمهورية صربيا الاشتراكية، هو لاعب كرة سلة صربي. بدأ مسيرته الاحترافية في سنة 2006. يلعب مع ألبا برلين. يحمل الرقم 21.

## المسيرة الاحترافية
لعب مع نادي رادنيتشكي كراغوييفاتس لكرة السلة في موسم 2009–2010، ثم لعب مع نادي بارتيزان لكرة السلة من سنة 2010 إلى 2015، ثم لعب مع ألبا برلين في الدوري الألماني في سنة 2015.

## إحصائيات المسيرة

### الدوري الأوروبي
| السنة   | الفريق                   | لعب | بدأ | دقيقة | ميداني% | ثلاثية | حرة  | ارتداد | صنع | استلاب | تصدي | نقطة | أداء |
| ------- | ------------------------ | --- | --- | ----- | ------- | ------ | ---- | ------ | --- | ------ | ---- | ---- | ---- |
| 2010–11 | نادي بارتيزان لكرة السلة | 16  | 6   | 19.0  | .381    | .222   | .650 | 1.9    | .8  | .6     | .1   | 4.2  | 1.3  |
| 2011–12 | نادي بارتيزان لكرة السلة | 10  | 10  | 28.9  | .333    | .239   | .810 | 3.7    | 1.4 | .6     | .6   | 8.2  | 5.9  |
| 2012–13 | نادي بارتيزان لكرة السلة | 10  | 7   | 26.5  | .522    | .273   | .724 | 2.8    | 1.2 | .9     | .4   | 9.9  | 9.2  |
| 2013–14 | نادي بارتيزان لكرة السلة | 14  | 13  | 32.0  | .435    | .344   | .667 | 3.7    | 1.6 | .9     | .3   | 12.1 | 9.7  |
| المسيرة |                          | 50  | 36  | 26.1  | .419    | .283   | .710 | 3.0    | 1.3 | .8     | .3   | 8.4  | 6.2  |

## روابط خارجية
- دراغان ميلوسافلجيفيتش على موقع الاتحاد الدولي لكرة السلة (الإنجليزية)
- دراغان ميلوسافلجيفيتش على موقع الدوري الأوروبي لكرة السلة (الإنجليزية)
- دراغان ميلوسافلجيفيتش على موقع الدوري الإسباني لكرة السلة (الإسبانية)
- دراغان ميلوسافلجيفيتش على موقع كرة السلة الأوروبية.كوم (الإنجليزية)
- دراغان ميلوسافلجيفيتش على موقع DraftExpress.com (الإنجليزية)
- دراغان ميلوسافلجيفيتش على موقع ريلجم (الإنجليزية)
- دراغان ميلوسافلجيفيتش على موقع بروبوليرز (الإنجليزية)
- دراغان ميلوسافلجيفيتش على موقع سبورتس رفرنس (الإنجليزية)